# 眠狂四郎無賴控 魔劍地獄
《眠狂四郎無賴控 魔劍地獄》（日语：眠狂四郎無頼控　魔剣地獄）為1958年上映的時代劇，由鶴田浩二主演，導演川西正純的第一部執導作品。

## 演員
- 眠狂四郎：鶴田浩二
- 武部仙十郎：宮口精二
- 白鳥主膳：戸上城太郎
- 相模屋：上田吉二郎
- 阿祭之吉：多々良純
- 鈴木進十郎：山田巳之助
- 松永左京：花柳喜章
- 兵頭掃部：坂東簑助
- 掃部女兒百合枝：水野久美
- 狂言師宗鶴：森繁久彌
- 千壽院：山田五十鈴
- 高姫：中田康子
- 網代：藤間紫
- 萩野：北川町子
- 松野：三好榮子
- 小雪：中北千枝子
- 文字若：木暮實千代
- 阿信：市原悅子
- 園江：杉村春子
- 濱田早雲齋：小杉義男
- 小早川淳齋：三津田健
- 醫師雪英：岡寵兒
- 岡ッ引三五郎：沢村いき雄
- 佐佐木甚内：瀬良明
- 祈禱所的女人：賀原夏子
- 清十郎：仁科圭雄
- 跳舞的人：岩井半四郎
- 上原謙

## 製作人員
- 製片：田中友幸
- 導演：日高繁明
- 原作：柴田鍊三郎（週刊「新潮」連載）
- 編劇：小國英雄、日高繁明
- 攝影：山崎一雄
- 美術：北猛夫、阿久根嚴
- 照明：西川鶴三
- 錄音：藤好昌生
- 音樂：池野成
- 副導演：丸輝夫

## 外部連結
- 眠狂四郎無頼控 魔剣地獄 （页面存档备份，存于）（日語）